# Sint-Truidense VV in het seizoen 2016/17
Sint-Truiden kwam in het seizoen 2016/17 uit in de Belgische Eerste Klasse A. In het voorbije seizoen eindigde STVV op de dertiende plek in de hoogste afdeling. De Truienaren eindigden het seizoen op de twaalfde plaats.

## Overzicht
Reeds tijdens de laatste weken van het voorbije seizoen werd duidelijk dat het contract met trainer Chris O'Loughlin niet verlengd zou worden. Hij werd opgevolgd door de Kroaat Ivan Leko. In juni 2016 maakte voorzitter Bart Lammens bekend dat hij zijn aandelen verkocht aan Roland Duchâtelet, die zo na vijf jaar terugkeerde bij STVV. Het was evenwel zijn partner Marieke Höfte die voorzitter werd, en daarmee de eerste vrouwelijke preses van een Belgische voetbalclub werd.
Sint-Truiden beleefde een kwakkelseizoen, en kwam nooit ver van de degradatiezone. In de eerste seizoenshelft wist STVV amper twee wedstrijden te winnen. Na drie opeenvolgende overwinningen aan het begin van de tweede periode wisten de Truienaren zich uit de gevarenzone te voetballen, met een rustig einde van de reguliere competitie tot gevolg. Hierdoor plaatste STVV zich voor play-off II. In groep A van play-off II wist Sint-Truiden 7 op 9 te scoren in de eerste drie wedstrijden, waardoor het meestreed in de hoogste regionen van het klassement. Na twee opeenvolgende nederlagen leek KV Mechelen op weg te zijn naar de groepswinst, maar door de twee daaropvolgende wedstrijden te winnen en de tegenvallende prestaties van de naaste concurrenten, behaalde STVV op de zevende speeldag de koppositie in de groep. Ook de laatste drie wedstrijden werden gewonnen door de Truienaars, met als apotheose de 7-0-overwinning op naaste concurrent KV Mechelen op de laatste speeldag. Hierdoor speelde Sint-Truiden de finale van play-off II tegen eeuwige rivaal KRC Genk, die verloren werd met 3-0.

## Ploegsamenstelling
| Nr. | Naam                  | Positie      | Nationaliteit     | Geboortedatum     |
| --- | --------------------- | ------------ | ----------------- | ----------------- |
| 1   | Yanno Vanwelkenhuysen | Doelman      | België            | 28 maart 1997     |
| 2   | Brandon Mechele       | Verdediger   | België            | 28 januari 1993   |
| 3   | Djené Dakonam         | Verdediger   | Togo              | 31 december 1991  |
| 4   | Jorge Pulido          | Verdediger   | Spanje            | 8 april 1991      |
| 5   | Alexis De Sart        | Middenvelder | België            | 12 november 1996  |
| 6   | Steven De Petter      | Middenvelder | België            | 22 november 1985  |
| 7   | Fabien Tchenkoua      | Middenvelder | Kameroen          | 1 oktober 1992    |
| 8   | Stef Peeters          | Middenvelder | België            | 9 februari 1992   |
| 9   | Nick Proschwitz       | Aanvaller    | Duitsland         | 28 november 1986  |
| 10  | Roman Bezoes          | Middenvelder | Oekraïne          | 26 september 1990 |
| 11  | Yohan Boli            | Aanvaller    | Ivoorkust         | 17 november 1993  |
| 12  | Alessio Castro-Montes | Middenvelder | België            | 17 mei 1997       |
| 13  | Sebastien Bruzzese    | Doelman      | België            | 1 maart 1989      |
| 14  | Pieter Gerkens        | Middenvelder | België            | 13 augustus 1995  |
| 15  | Steve Ryckaert        | Verdediger   | België            | 29 juni 1998      |
| 18  | Mamadou Bagayoko      | Verdediger   | Ivoorkust         | 31 december 1989  |
| 19  | Cristian Ceballos     | Middenvelder | Spanje            | 3 december 1992   |
| 21  | Lucas Pirard          | Doelman      | België            | 10 maart 1995     |
| 22  | Wolke Janssens        | Aanvaller    | België            | 1 augustus 1995   |
| 23  | Sascha Kotysch        | Verdediger   | Duitsland         | 2 oktober 1988    |
| 24  | Pierrick Valdivia     | Middenvelder | Frankrijk         | 18 april 1988     |
| 25  | Yuji Ono              | Aanvaller    | Japan             | 22 december 1992  |
| 26  | Rúben Fernandes       | Verdediger   | Portugal          | 6 mei 1986        |
| 27  | Iebe Swers            | Middenvelder | België            | 27 december 1996  |
| 28  | William Dutoit        | Doelman      | Frankrijk         | 9 maart 1993      |
| 29  | Salimo Sylla          | Verdediger   | Frankrijk         | 25 januari 1994   |
| 30  | Casper De Norre       | Middenvelder | België            | 7 februari 1997   |
| 31  | Boli Bolingoli        | Verdediger   | België            | 1 juli 1995       |
| 77  | Kévin Koubemba        | Aanvaller    | Congo-Brazzaville | 23 maart 1993     |

### Trainersstaf
- Ivan Leko (hoofdcoach)
- Patrick Van Kets (hulptrainer)
- Jos Beckx (hulptrainer)

### Transfers
| - Jonathan Bamba (geleend van AS Saint-Étienne) - Roman Bezoes (Dnipro Dnipropetrovsk) - Boli Bolingoli (geleend van Club Brugge) - Samy Bourard (RSC Anderlecht) - Sébastien Bruzzese (geleend van Club Brugge) - Cristian Ceballos (geleend van Charlton Athletic FC) - Djené Dakonam (AD Alcorcón) - Casper De Norre (eigen jeugd) - Steven De Petter (KV Mechelen) - Kévin Koubemba (Lille OSC) - Brandon Mechele (geleend van Club Brugge) - Stef Peeters (MVV Maastricht) - Lucas Pirard (Lommel United) - Jorge Pulido (Albacete Balompié) - Steve Ryckaert (AA Gent) - Salimo Sylla (AJ Auxerre) - Pierrick Valdivia (RC Lens) - Igor Vetokele (geleend van SV Zulte Waregem) | - Jonathan Bamba (einde uitleenbeurt) - Lucas Damblon (uitgeleend aan AS Verbroedering Geel) - Yves De Winter (Roda JC) - William Dutoit (KV Oostende) - Kévin Koubemba (CSKA Sofia) - Yuji Ono (contract ontbonden) - Benito Raman (einde uitleenbeurt) - Salimo Sylla (contract ontbonden) - Fabien Tchenkoua (contract ontbonden) |

## Oefenwedstrijden
|                                     |                     |       |                    |  |
| Zaterdag 25 juni 2016, 18:00 uur    | KVK Wellen          | 0 - 6 | Sint-Truiden       |  |
|                                     |                     |       |                    |  |
|                                     |                     |       |                    |  |
| Zaterdag 2 juli 2016, 18:00 uur     | Spouwen-Mopertingen | 1 - 4 | Sint-Truiden       |  |
|                                     |                     |       |                    |  |
|                                     |                     |       |                    |  |
| Woensdag 6 juli 2016, 19:30 uur     | KVK Tienen          | 0 - 1 | Sint-Truiden       |  |
|                                     |                     |       |                    |  |
|                                     |                     |       |                    |  |
| Zaterdag 9 juli 2016, 19:00 uur     | FC Luik             | 0 - 1 | Sint-Truiden       |  |
|                                     |                     |       |                    |  |
|                                     |                     |       |                    |  |
| Woensdag 13 juli 2016, 20:00 uur    | Sint-Truiden        | 0 - 0 | FC Carl Zeiss Jena |  |
|                                     |                     |       |                    |  |
|                                     |                     |       |                    |  |
| Zaterdag 16 juli 2016, 19:00 uur    | Oud-Heverlee Leuven | 4 - 1 | Sint-Truiden       |  |
|                                     |                     |       |                    |  |
|                                     |                     |       |                    |  |
| Woensdag 20 juli 2016, 19:30 uur    | Antwerp FC          | 1 - 4 | Sint-Truiden       |  |
|                                     |                     |       |                    |  |
|                                     |                     |       |                    |  |
| Zaterdag 23 juli 2016, 17:15 uur    | Sint-Truiden        | 0 - 0 | RCD Mallorca       |  |
|                                     |                     |       |                    |  |
|                                     |                     |       |                    |  |
| Donderdag 1 sept. 2016, 15:00 uur   | KSC Lokeren         | 0 - 4 | Sint-Truiden       |  |
|                                     |                     |       |                    |  |
|                                     |                     |       |                    |  |
| Donderdag 6 oktober 2016, 15:00 uur | MVV Maastricht      | 0 - 5 | Sint-Truiden       |  |
|                                     |                     |       |                    |  |
|                                     |                     |       |                    |  |
| Vrijdag 13 januari 2017, 14:30 uur  | Sint-Truiden        | 3 - 2 | FC Sion            |  |
|                                     |                     |       |                    |  |
|                                     |                     |       |                    |  |
| Donderdag 16 maart 2017, 14:30 uur  | Sint-Truiden        | 6 - 1 | Lommel United      |  |
|                                     |                     |       |                    |  |
|                                     |                     |       |                    |  |
| Vrijdag 24 maart 2017, 15:00 uur    | Sint-Truiden        | 1 - 1 | Sporting Charleroi |  |
|                                     |                     |       |                    |  |

## Eerste Klasse A

### Reguliere competitie

#### Wedstrijden
| | |       | | |
| Zaterdag 30 juli 2016, 20:00 uur                                                                                                 | Sint-Truiden | 1 - 0 | KSC Lokeren | |
| Stayen, Sint-Truiden Toeschouwers: 4.066 Scheidsrechter: Bram Van Driessche Speeldag 1 Eerste Klasse A 2016-17                   | Steven De Petter 51' Nick Proschwitz 76' William Dutoit 88'                                                                                             |       | 39' Joher Khadim Rassoul 66' Georgios Galitsios                                                                  | Opstelling Sint-Truiden: William Dutoit, Rúben Fernandes, Jorge Pulido, Salimo Sylla, Djené Dakonam, Steven De Petter, Roman Bezoes, Stef Peeters, Nick Proschwitz, Yuji Ono, Iebe Swers Wissels Sint-Truiden: 74' Iebe Swers Fabien Tchenkoua 78' Roman Bezoes Pieter Gerkens 90+1' Yuji Ono Sascha Kotysch                                        |
| | |       | | |
| Zaterdag 6 augustus 2016, 20:30 uur                                                                                              | Standard Luik | 2 - 0 | Sint-Truiden | |
| Maurice Dufrasnestadion, Luik Toeschouwers: 0 Scheidsrechter: Alexandre Boucaut Speeldag 2 Eerste Klasse A 2016-17               | Edmilson Junior Paulo da Silva (pen.) 27' Adrien Trebel 39' Benito Raman 42'                                                                            |       | 13' (own) Jorge Pulido 72' Steven De Petter                                                                      | Opstelling Sint-Truiden: William Dutoit, Rúben Fernandes, Jorge Pulido, Salimo Sylla, Djené Dakonam, Steven De Petter, Roman Bezoes, Stef Peeters, Nick Proschwitz, Yuji Ono, Iebe Swers Wissels Sint-Truiden: 63' Yuji Ono Fabien Tchenkoua 73' Stef Peeters Pieter Gerkens 82' Djené Dakonam Wolke Janssens                                       |
| | |       | | |
| Vrijdag 12 augustus 2016, 20:30 uur                                                                                              | Sint-Truiden | 0 - 0 | RSC Anderlecht                                                                                                   | |
| Stayen, Sint-Truiden Toeschouwers: 10.039 Scheidsrechter: Joeri Van de Velde Speeldag 3 Eerste Klasse A 2016-17                  | Iebe Swers 13' Steven De Petter 26' Salimo Sylla 35' Stef Peeters 54' Jorge Pulido 84'                                                                  |       | 48' Idrissa Sylla 54' Bram Nuytinck                                                                              | Opstelling Sint-Truiden: William Dutoit, Rúben Fernandes, Jorge Pulido, Salimo Sylla, Djené Dakonam, Steven De Petter, Roman Bezoes, Stef Peeters, Nick Proschwitz, Cristian Ceballos, Iebe Swers Wissels Sint-Truiden: 58' Cristian Ceballos Fabien Tchenkoua 73' Roman Bezoes Pieter Gerkens 77' Nick Proschwitz Kévin Koubemba                   |
| | |       | | |
| Zaterdag 20 augustus 2016, 20:00 uur                                                                                             | RE Moeskroen | 2 - 1 | Sint-Truiden | |
| Le Canonnier, Moeskroen Toeschouwers: 1.500 Scheidsrechter: Jan Boterberg Speeldag 4 Eerste Klasse A 2016-17                     | Valentín Viola 23' Nikola Gulan 43' Luka Stojanović 52' Filip Marković 61'                                                                              |       | 59' Jorge Pulido 73' Jorge Pulido                                                                                | Opstelling Sint-Truiden: William Dutoit, Rúben Fernandes, Jorge Pulido, Salimo Sylla, Djené Dakonam, Steven De Petter, Roman Bezoes, Stef Peeters, Fabien Tchenkoua, Nick Proschwitz, Cristian Ceballos Wissels Sint-Truiden: 63' Fabien Tchenkoua Kévin Koubemba 71' Nick Proschwitz Wolke Janssens 89' Cristian Ceballos Pieter Gerkens           |
| | |       | | |
| Zaterdag 27 augustus 2016, 20:00 uur                                                                                             | Sint-Truiden | 1 - 2 | KV Kortrijk | |
| Stayen, Sint-Truiden Toeschouwers: 4.930 Scheidsrechter: Lawrence Visser Speeldag 5 Eerste Klasse A 2016-17                      | Kévin Koubemba 15' Steven De Petter 54' Steven De Petter 56'                                                                                            |       | 30' Romain Métanire 45' Xavier Mercier 50' Hervé Kage 74' Samuel Gigot 84' Thomas Kaminski 90+3' Hervé Kage      | Opstelling Sint-Truiden: William Dutoit, Sascha Kotysch, Rúben Fernandes, Salimo Sylla, Djené Dakonam, Steven De Petter, Roman Bezoes, Stef Peeters, Cristian Ceballos, Kévin Koubemba, Iebe Swers Wissels Sint-Truiden: 58' Cristian Ceballos Jonathan Bamba 67' Iebe Swers Wolke Janssens 85' Sascha Kotysch Fabien Tchenkoua                     |
| | |       | | |
| Zaterdag 10 september 2016, 20:00 uur                                                                                            | KV Mechelen | 2 - 0 | Sint-Truiden | |
| Achter de Kazerne, Mechelen Toeschouwers: 10.791 Scheidsrechter: Wim Smet Speeldag 6 Eerste Klasse A 2016-17                     | Uroš Vitas 5' Nicolas Verdier 11' Edin Cocalić 44' Dimitris Kolovos 80' Ahmed El Messaoudi 90'                                                          |       | 20' Steven De Petter 37' Pierrick Valdivia 71' Salimo Sylla 71' Jonathan Bamba                                   | Opstelling Sint-Truiden: William Dutoit, Rúben Fernandes, Mamadou Bagayoko, Jorge Pulido, Salimo Sylla, Steven De Petter, Pierrick Valdivia, Roman Bezoes, Stef Peeters, Iebe Swers, Jonathan Bamba Wissels Sint-Truiden: 53' Iebe Swers Wolke Janssens 64' Pierrick Valdivia Yohan Boli 81' Roman Bezoes Fabien Tchenkoua                          |
| | |       | | |
| Zaterdag 17 september 2016, 20:00 uur                                                                                            | Sint-Truiden | 4 - 1 | Waasland-Beveren                                                                                                 | |
| Stayen, Sint-Truiden Toeschouwers: 6.730 Scheidsrechter: Frederik Geldhof Speeldag 7 Eerste Klasse A 2016-17                     | Stef Peeters 41' Yohan Boli 51' Yohan Boli 52' William Dutoit 86' Jonathan Bamba 90' Jonathan Bamba 90+4'                                               |       | 8' Zinho Gano 38' Aleksandar Boljević 45+1' Jonathan Buatu Mananga 75' Olivier Myny                              | Opstelling Sint-Truiden: William Dutoit, Rúben Fernandes, Mamadou Bagayoko, Djené Dakonam, Roman Bezoes, Stef Peeters, Cristián Cuevas, Pieter Gerkens, Yohan Boli, Cristian Ceballos, Jonathan Bamba Wissels Sint-Truiden: 46' Cristian Ceballos Fabien Tchenkoua 69' Yohan Boli Nick Proschwitz 79' Roman Bezoes Pierrick Valdivia                |
| | |       | | |
| Zaterdag 24 september 2016, 20:00 uur                                                                                            | AA Gent | 2 - 1 | Sint-Truiden | |
| Ghelamco Arena, Gent Toeschouwers: 19.597 Scheidsrechter: Frederik Geldhof Speeldag 8 Eerste Klasse A 2016-17                    | Jérémy Perbet 54' Renato Neto 67' Anderson Esiti 76' Rob Schoofs 90+5'                                                                                  |       | 45+1' Roman Bezoes 57' Stef Peeters 60' Djené Dakonam 69' Stef Peeters 72' Nick Proschwitz 90+4' Cristián Cuevas | Opstelling Sint-Truiden: William Dutoit, Sascha Kotysch, Rúben Fernandes, Djené Dakonam, Steven De Petter, Roman Bezoes, Stef Peeters, Cristián Cuevas, Yohan Boli, Iebe Swers, Jonathan Bamba Wissels Sint-Truiden: 60' Iebe Swers Fabien Tchenkoua 73' Roman Bezoes Pieter Gerkens 80' Rúben Fernandes Nick Proschwitz                            |
| | |       | | |
| Vrijdag 30 september 2016, 20:30 uur                                                                                             | KV Oostende | 2 - 2 | Sint-Truiden | |
| Versluys Arena, Oostende Toeschouwers: 6.354 Scheidsrechter: Bram Van Driessche Speeldag 9 Eerste Klasse A 2016-17               | Gohi Bi Zoro Cyriac (pen.) 7' Žarko Tomašević 27' Knowledge Musona 41' Brecht Capon 50' Michiel Jonckheere 53'                                          |       | 39' Stef Peeters 65' Roman Bezoes 90+4' Pieter Gerkens                                                           | Opstelling Sint-Truiden: William Dutoit, Sascha Kotysch, Rúben Fernandes, Salimo Sylla, Djené Dakonam, Steven De Petter, Roman Bezoes, Stef Peeters, Yohan Boli, Iebe Swers, Jonathan Bamba Wissels Sint-Truiden: 46' Iebe Swers Fabien Tchenkoua 81' Pieter Gerkens Roman Bezoes 82' Yohan Boli Mamadou Bagayoko                                   |
| | |       | | |
| Zaterdag 15 oktober 2016, 20:00 uur                                                                                              | Sint-Truiden | 2 - 2 | KVC Westerlo | |
| Stayen, Sint-Truiden Toeschouwers: 6.442 Scheidsrechter: Nathan Verboomen Speeldag 10 Eerste Klasse A 2016-17                    | Rúben Fernandes 27' Stef Peeters 43' Yohan Boli 52' Damien Dussaut 77' Rúben Fernandes 84' Yohan Boli 87' Steven De Petter 90+1' Steven De Petter 90+4' |       | 20' Michaël Heylen 41' Elton Acolatse 50' Maxime Annys 69' Silvère Ganvoula M'boussy 81' Yoni Buyens             | Opstelling Sint-Truiden: William Dutoit, Rúben Fernandes, Jorge Pulido, Damien Dussaut, Djené Dakonam, Steven De Petter, Roman Bezoes, Stef Peeters, Yohan Boli, Cristian Ceballos, Jonathan Bamba Wissels Sint-Truiden: 60' Cristian Ceballos Fabien Tchenkoua 78' Jorge Pulido Pieter Gerkens 80' Roman Bezoes Pierrick Valdivia                  |
| | |       | | |
| Zondag 23 oktober 2016, 18:00 uur                                                                                                | KRC Genk | 1 - 0 | Sint-Truiden | |
| Luminus Arena, Genk Toeschouwers: 19.434 Scheidsrechter: Sébastien Delferière Speeldag 11 Eerste Klasse A 2016-17                | Nikolaos Karelis 88' |       | 80' Pierrick Valdivia 87' Iebe Swers                                                                             | Opstelling Sint-Truiden: William Dutoit, Rúben Fernandes, Jorge Pulido, Djené Dakonam, Pierrick Valdivia, Stef Peeters, Cristián Cuevas, Pieter Gerkens, Yohan Boli, Cristian Ceballos, Jonathan Bamba Wissels Sint-Truiden: 68' Yohan Boli Nick Proschwitz 75' Jonathan Bamba Iebe Swers                                                           |
| | |       | | |
| Woensdag 26 oktober 2016, 20:30 uur                                                                                              | Sint-Truiden | 0 - 2 | SV Zulte Waregem                                                                                                 | |
| Stayen, Sint-Truiden Toeschouwers: 5.113 Scheidsrechter: Nicolas Laforge Speeldag 12 Eerste Klasse A 2016-17                     | Cristián Cuevas 33' Djené Dakonam 72' Nick Proschwitz 87' Djené Dakonam 90'                                                                             |       | 24' Lukas Lerager 38' Davy De Fauw 45+1' Christophe Lepoint                                                      | Opstelling Sint-Truiden: William Dutoit, Rúben Fernandes, Jorge Pulido, Djené Dakonam, Steven De Petter, Pierrick Valdivia, Stef Peeters, Cristián Cuevas, Yohan Boli, Cristian Ceballos, Jonathan Bamba Wissels Sint-Truiden: 57' Yohan Boli Nick Proschwitz 57' Jorge Pulido Mamadou Bagayoko 68' Jonathan Bamba Kévin Koubemba                   |
| | |       | | |
| Zaterdag 29 oktober 2016, 20:00 uur                                                                                              | Sint-Truiden | 2 - 2 | Sporting Charleroi                                                                                               | |
| Stayen, Sint-Truiden Toeschouwers: 7.083 Scheidsrechter: Luc Wouters Speeldag 13 Eerste Klasse A 2016-17                         | Stef Peeters 19' Jorge Pulido 62' Fabien Tchenkoua 78'                                                                                                  |       | 16' Sotiris Ninis 48' Amara Baby 57' David Pollet 83' Francisco Martos                                           | Opstelling Sint-Truiden: William Dutoit, Rúben Fernandes, Mamadou Bagayoko, Jorge Pulido, Steven De Petter, Pierrick Valdivia, Stef Peeters, Cristián Cuevas, Fabien Tchenkoua, Nick Proschwitz, Cristian Ceballos Wissels Sint-Truiden: 65' Cristian Ceballos Kévin Koubemba 75' Steven De Petter Pieter Gerkens 81' Fabien Tchenkoua Roman Bezoes |
| | |       | | |
| Zaterdag 5 november 2016, 20:00 uur                                                                                              | KAS Eupen | 4 - 2 | Sint-Truiden | |
| Kehrwegstadion, Eupen Toeschouwers: 2.850 Scheidsrechter: Christof Dierick Speeldag 14 Eerste Klasse A 2016-17                   | George Jamabo 10' Mamadou Sylla 51' Lazare Amani 57' Mamadou Sylla 62' Henry Onyekuru 90+5'                                                             |       | 12' Pierrick Valdivia 17' Kévin Koubemba 83' Yohan Boli                                                          | Opstelling Sint-Truiden: William Dutoit, Rúben Fernandes, Mamadou Bagayoko, Jorge Pulido, Steven De Petter, Pierrick Valdivia, Cristián Cuevas, Pieter Gerkens, Fabien Tchenkoua, Cristian Ceballos, Kévin Koubemba Wissels Sint-Truiden: 70' Steven De Petter Stef Peeters 70' Fabien Tchenkoua Yohan Boli 82' Cristian Ceballos Roman Bezoes      |
| | |       | | |
| Vrijdag 18 november 2016, 20:30 uur                                                                                              | Sint-Truiden | 0 - 1 | Club Brugge | |
| Stayen, Sint-Truiden Toeschouwers: 8.252 Scheidsrechter: Lawrence Visser Speeldag 15 Eerste Klasse A 2016-17                     | Roman Bezoes 29' Cristián Cuevas 53' Stef Peeters 83' Djené Dakonam 90+4'                                                                               |       | 27' José Izquierdo 46' Jelle Vossen 83' Ricardo van Rhijn 90+5' (pen.) Jelle Vossen                              | Opstelling Sint-Truiden: Lucas Pirard, Sascha Kotysch, Rúben Fernandes, Mamadou Bagayoko, Jorge Pulido, Pierrick Valdivia, Roman Bezoes, Stef Peeters, Cristián Cuevas, Pieter Gerkens, Kévin Koubemba Wissels Sint-Truiden: 60' Roman Bezoes Yohan Boli 79' Kévin Koubemba Fabien Tchenkoua 90' Mamadou Bagayoko Djené Dakonam                     |
| | |       | | |
| Zaterdag 26 november 2016, 20:00 uur                                                                                             | KSC Lokeren | 1 - 0 | Sint-Truiden | |
| Daknamstadion, Lokeren Toeschouwers: 6.635 Scheidsrechter: Jonathan Lardot Speeldag 16 Eerste Klasse A 2016-17                   | Ari Freyr Skúlason 26' Mijat Marić (pen.) 32' |       | 68' Djené Dakonam 78' Sascha Kotysch 81' Rúben Fernandes 90+2' Mamadou Bagayoko                                  | Opstelling Sint-Truiden: Lucas Pirard, Sascha Kotysch, Rúben Fernandes, Mamadou Bagayoko, Jorge Pulido, Pierrick Valdivia, Cristián Cuevas, Pieter Gerkens, Yuji Ono, Yohan Boli, Kévin Koubemba Wissels Sint-Truiden: 59' Jorge Pulido Djené Dakonam 66' Cristián Cuevas Fabien Tchenkoua 77' Yuji Ono Roman Bezoes                                |
| | |       | | |
| Zaterdag 3 december 2016, 20:00 uur                                                                                              | Sint-Truiden | 1 - 0 | RE Moeskroen | |
| Stayen, Sint-Truiden Toeschouwers: 5.061 Scheidsrechter: Sébastien Delferière Speeldag 17 Eerste Klasse A 2016-17                | Pierrick Valdivia 5' Rúben Fernandes 52' Nick Proschwitz 63'                                                                                            |       | 87' Valentín Viola                                                                                               | Opstelling Sint-Truiden: Lucas Pirard, Sascha Kotysch, Rúben Fernandes, Mamadou Bagayoko, Djené Dakonam, Pierrick Valdivia, Stef Peeters, Cristián Cuevas, Nick Proschwitz, Yuji Ono, Yohan Boli Wissels Sint-Truiden: 73' Yuji Ono Steven De Petter 89' Pierrick Valdivia Pieter Gerkens 90+3' Yohan Boli Wolke Janssens                           |
| | |       | | |
| Zaterdag 10 december 2016, 20:00 uur                                                                                             | KV Kortrijk | 0 - 1 | Sint-Truiden | |
| Guldensporenstadion, Kortrijk Toeschouwers: 4.830 Scheidsrechter: Jan Boterberg Speeldag 18 Eerste Klasse A 2016-17              | |       | 6' Wolke Janssens 31' Mamadou Bagayoko 60' Steven De Petter                                                      | Opstelling Sint-Truiden: Lucas Pirard, Sascha Kotysch, Rúben Fernandes, Mamadou Bagayoko, Djené Dakonam, Steven De Petter, Stef Peeters, Cristián Cuevas, Pieter Gerkens, Nick Proschwitz, Wolke Janssens Wissels Sint-Truiden: 57' Wolke Janssens Yohan Boli 87' Pieter Gerkens Roman Bezoes 90+1' Mamadou Bagayoko Jorge Pulido                   |
| | |       | | |
| Zaterdag 17 december 2016, 20:30 uur                                                                                             | Sint-Truiden | 3 - 1 | AA Gent | |
| Stayen, Sint-Truiden Toeschouwers: 7.904 Scheidsrechter: Christof Dierick Speeldag 19 Eerste Klasse A 2016-17                    | Rúben Fernandes 36' Pieter Gerkens 46' Pieter Gerkens 49' Steven De Petter 54' Cristián Cuevas 68' Wolke Janssens 87'                                   |       | 27' Stefan Mitrović 47' Anderson Esiti 66' Stefan Mitrović 77' Stefan Mitrović                                   | Opstelling Sint-Truiden: Lucas Pirard, Sascha Kotysch, Rúben Fernandes, Mamadou Bagayoko, Djené Dakonam, Steven De Petter, Stef Peeters, Cristián Cuevas, Pieter Gerkens, Nick Proschwitz, Yohan Boli Wissels Sint-Truiden: 75' Yohan Boli Wolke Janssens 85' Pieter Gerkens Yuji Ono 90+1' Stef Peeters Cristian Ceballos                          |
| | |       | | |
| Dinsdag 20 december 2016, 20:30 uur                                                                                              | Waasland-Beveren | 3 - 1 | Sint-Truiden | |
| Freethielstadion, Beveren Toeschouwers: 4.621 Scheidsrechter: Jonathan Lardot Speeldag 20 Eerste Klasse A 2016-17                | Zinho Gano 6' Jonathan Buatu Mananga 45' Alessandro Cerigioni 63' Ibrahima Seck 84'                                                                     |       | 75' (pen.) Yohan Boli                                                                                            | Opstelling Sint-Truiden: Lucas Pirard, Sascha Kotysch, Rúben Fernandes, Mamadou Bagayoko, Djené Dakonam, Steven De Petter, Stef Peeters, Cristián Cuevas, Pieter Gerkens, Nick Proschwitz, Yohan Boli Wissels Sint-Truiden: 46' Cristián Cuevas Cristian Ceballos 64' Nick Proschwitz Wolke Janssens 68' Stef Peeters Yuji Ono                      |
| | |       | | |
| Dinsdag 27 december 2016, 20:30 uur                                                                                              | Sint-Truiden | 2 - 2 | Standard Luik | |
| Stayen, Sint-Truiden Toeschouwers: 9.670 Scheidsrechter: Nicolas Laforge Speeldag 21 Eerste Klasse A 2016-17                     | Mamadou Bagayoko 13' Steven De Petter 61' Yohan Boli 62' Sascha Kotysch 70' Cristian Ceballos 73' Yohan Boli 78'                                        |       | 45' Alexander Scholz 47' Adrien Trebel 77' Konstantinos Laifis 80' (pen.) Ishak Belfodil                         | Opstelling Sint-Truiden: Lucas Pirard, Sascha Kotysch, Rúben Fernandes, Mamadou Bagayoko, Djené Dakonam, Steven De Petter, Stef Peeters, Pieter Gerkens, Nick Proschwitz, Yohan Boli, Cristian Ceballos Wissels Sint-Truiden: 21' Nick Proschwitz Damien Dussaut 84' Cristian Ceballos Cristián Cuevas 89' Yohan Boli Wolke Janssens                |
| | |       | | |
| Zondag 22 januari 2017, 18:00 uur                                                                                                | RSC Anderlecht | 3 - 1 | Sint-Truiden | |
| Constant Vanden Stockstadion, Anderlecht Toeschouwers: 19.000 Scheidsrechter: Wim Smet Speeldag 22 Eerste Klasse A 2016-17       | Youri Tielemans 31' Nicolae Stanciu 65' Youri Tielemans (pen.) 90+2'                                                                                    |       | 39' Yohan Boli 56' Steven De Petter 71' Pieter Gerkens 90+1' Rúben Fernandes                                     | Opstelling Sint-Truiden: Lucas Pirard, Sascha Kotysch, Rúben Fernandes, Damien Dussaut, Brandon Mechele, Boli Bolingoli, Steven De Petter, Stef Peeters, Pieter Gerkens, Igor Vetokele, Yohan Boli Wissels Sint-Truiden: 63' Stef Peeters Cristian Ceballos 72' Yohan Boli Nick Proschwitz 82' Steven De Petter Pierrick Valdivia                   |
| | |       | | |
| Woensdag 25 januari 2017, 20:30 uur                                                                                              | Sint-Truiden | 2 - 1 | KV Mechelen | |
| Stayen, Sint-Truiden Toeschouwers: 4.500 Scheidsrechter: Frederik Geldhof Speeldag 23 Eerste Klasse A 2016-17                    | Igor Vetokele 11' Damien Dussaut 17' Stef Peeters 29'                                                                                                   |       | 8' Uroš Vitas 13' Uroš Vitas 23' Nicolas Verdier 45+1' Edin Cocalić                                              | Opstelling Sint-Truiden: Lucas Pirard, Sascha Kotysch, Rúben Fernandes, Damien Dussaut, Brandon Mechele, Boli Bolingoli, Steven De Petter, Stef Peeters, Pieter Gerkens, Igor Vetokele, Yohan Boli Wissels Sint-Truiden: 75' Boli Bolingoli Cristián Cuevas 79' Damien Dussaut Cristian Ceballos 84' Yohan Boli Wolke Janssens                      |
| | |       | | |
| Zaterdag 28 januari 2017, 20:00 uur                                                                                              | Sint-Truiden | 3 - 0 | KV Oostende | |
| Stayen, Sint-Truiden Toeschouwers: 6.405 Scheidsrechter: Jonathan Lardot Speeldag 24 Eerste Klasse A 2016-17                     | Stef Peeters 26' Brandon Mechele 30' Steven De Petter 42' Igor Vetokele 57' Igor Vetokele 72' Roman Bezoes 30'                                          |       | 48' Mathias Bossaerts 56' Kévin Vandendriessche                                                                  | Opstelling Sint-Truiden: Lucas Pirard, Sascha Kotysch, Rúben Fernandes, Damien Dussaut, Brandon Mechele, Steven De Petter, Stef Peeters, Cristián Cuevas, Pieter Gerkens, Igor Vetokele, Wolke Janssens Wissels Sint-Truiden: 64' Wolke Janssens Yohan Boli 73' Cristián Cuevas Boli Bolingoli 77' Igor Vetokele Roman Bezoes                       |
| | |       | | |
| Zondag 5 februari 2017, 20:00 uur                                                                                                | KVC Westerlo | 1 - 0 | Sint-Truiden | |
| 't Kuipje, Westerlo Toeschouwers: 5.000 Scheidsrechter: Christof Dierick Speeldag 25 Eerste Klasse A 2016-17                     | Elton Acolatse 82' |       | 56' Sascha Kotysch                                                                                               | Opstelling Sint-Truiden: Lucas Pirard, Sascha Kotysch, Rúben Fernandes, Mamadou Bagayoko, Brandon Mechele, Boli Bolingoli, Pierrick Valdivia, Stef Peeters, Pieter Gerkens, Igor Vetokele, Yohan Boli Wissels Sint-Truiden: 59' Yohan Boli Nick Proschwitz 85' Pierrick Valdivia Wolke Janssens 89' Sascha Kotysch Cristian Ceballos                |
| | |       | | |
| Zaterdag 11 februari 2017, 20:30 uur                                                                                             | Sint-Truiden | 0 - 3 | KRC Genk | |
| Stayen, Sint-Truiden Toeschouwers: 11.600 Scheidsrechter: Luc Wouters Speeldag 26 Eerste Klasse A 2016-17                        | Rúben Fernandes 28' Cristian Ceballos 57' Pierrick Valdivia 89'                                                                                         |       | 25' Leandro Trossard 37' Alejandro Pozuelo 39' Mbwana Samatta 45' Roeslan Malinovski 71' Jean-Paul Boëtius       | Opstelling Sint-Truiden: Lucas Pirard, Sascha Kotysch, Rúben Fernandes, Mamadou Bagayoko, Brandon Mechele, Boli Bolingoli, Pierrick Valdivia, Stef Peeters, Pieter Gerkens, Igor Vetokele, Wolke Janssens Wissels Sint-Truiden: 46' Wolke Janssens Yohan Boli 46' Boli Bolingoli Cristian Ceballos 63' Mamadou Bagayoko Damien Dussaut              |
| | |       | | |
| Zaterdag 18 februari 2017, 20:30 uur                                                                                             | SV Zulte Waregem | 4 - 1 | Sint-Truiden | |
| Regenboogstadion, Waregem Toeschouwers: 9.056 Scheidsrechter: Bart Vertenten Speeldag 27 Eerste Klasse A 2016-17                 | Mbaye Leye 53' Lukas Lerager 54' Babacar M'Baye Gueye 72' Mbaye Leye 77' Onur Kaya 81'                                                                  |       | 33' Steven De Petter 64' Cristián Cuevas 82' Yohan Boli                                                          | Opstelling Sint-Truiden: Lucas Pirard, Sascha Kotysch, Mamadou Bagayoko, Damien Dussaut, Boli Bolingoli, Steven De Petter, Cristián Cuevas, Pieter Gerkens, Igor Vetokele, Yohan Boli, Cristian Ceballos Wissels Sint-Truiden: 75' Pieter Gerkens Roman Bezoes 84' Cristian Ceballos Alexis De Sart                                                 |
| | |       | | |
| Zaterdag 25 februari 2017, 18:00 uur                                                                                             | Sporting Charleroi | 1 - 0 | Sint-Truiden | |
| Stade du Pays de Charleroi, Charleroi Toeschouwers: 8.636 Scheidsrechter: Bram Van Driessche Speeldag 28 Eerste Klasse A 2016-17 | Hamdi Harbaoui 87' |       | 58' Cristian Ceballos 60' Rúben Fernandes                                                                        | Opstelling Sint-Truiden: Lucas Pirard, Sascha Kotysch, Rúben Fernandes, Damien Dussaut, Brandon Mechele, Boli Bolingoli, Steven De Petter, Pieter Gerkens, Igor Vetokele, Yohan Boli, Cristian Ceballos Wissels Sint-Truiden: 80' Yohan Boli Wolke Janssens 83' Damien Dussaut Mamadou Bagayoko 88' Cristian Ceballos Alexis De Sart                |
| | |       | | |
| Zaterdag 4 maart 2017, 20:00 uur                                                                                                 | Sint-Truiden | 2 - 1 | KAS Eupen | |
| Stayen, Sint-Truiden Toeschouwers: 5.231 Scheidsrechter: Jonathan Lardot Speeldag 29 Eerste Klasse A 2016-17                     | Igor Vetokele 8' Pieter Gerkens 46' |       | 55' Mamadou Sylla Diallo 60' Mamadou Sylla Diallo 65' Siebe Blondelle 69' Eric Ocansey                           | Opstelling Sint-Truiden: Lucas Pirard, Sascha Kotysch, Rúben Fernandes, Damien Dussaut, Brandon Mechele, Boli Bolingoli, Steven De Petter, Pieter Gerkens, Igor Vetokele, Cristian Ceballos, Wolke Janssens Wissels Sint-Truiden: 59' Cristian Ceballos Stef Peeters 69' Igor Vetokele Yohan Boli 90' Wolke Janssens Cristián Cuevas                |
| | |       | | |
| Zondag 12 maart 2017, 14:30 uur                                                                                                  | Club Brugge | 2 - 2 | Sint-Truiden | |
| Jan Breydelstadion, Brugge Toeschouwers: 26.605 Scheidsrechter: Nicolas Laforge Speeldag 30 Eerste Klasse A 2016-17              | Ludovic Butelle 38' Hans Vanaken 52' Claudemir de Souza 58'                                                                                             |       | 38' Steven De Petter 49' Cristian Ceballos 69' Damien Dussaut 84' Pieter Gerkens 86' Cristián Cuevas             | Opstelling Sint-Truiden: Lucas Pirard, Sascha Kotysch, Rúben Fernandes, Damien Dussaut, Djené Dakonam, Steven De Petter, Stef Peeters, Cristián Cuevas, Pieter Gerkens, Cristian Ceballos, Wolke Janssens Wissels Sint-Truiden: 65' Cristian Ceballos Yohan Boli 75' Damien Dussaut Iebe Swers 82' Stef Peeters Alexis De Sart                      |

#### Resultaten per speeldag
| Speeldag  | 1 | 2  | 3  | 4  | 5  | 6  | 7  | 8  | 9  | 10 | 11 | 12 | 13 | 14 | 15 | 16 | 17 | 18 | 19 | 20 | 21 | 22 | 23 | 24 | 25 | 26 | 27 | 28 | 29 | 30 |
| --------- | - | -- | -- | -- | -- | -- | -- | -- | -- | -- | -- | -- | -- | -- | -- | -- | -- | -- | -- | -- | -- | -- | -- | -- | -- | -- | -- | -- | -- | -- |
| Resultaat | w | v  | g  | v  | v  | v  | w  | v  | g  | g  | v  | v  | g  | v  | v  | v  | w  | w  | w  | v  | g  | v  | w  | w  | v  | v  | v  | v  | w  | g  |
| Punten    | 3 | 3  | 4  | 4  | 4  | 4  | 7  | 7  | 8  | 9  | 9  | 9  | 10 | 10 | 10 | 10 | 13 | 16 | 19 | 19 | 20 | 20 | 23 | 26 | 26 | 26 | 26 | 29 | 26 | 30 |
| Positie   | 6 | 11 | 10 | 11 | 12 | 14 | 11 | 11 | 13 | 13 | 14 | 15 | 15 | 15 | 15 | 15 | 14 | 13 | 12 | 12 | 12 | 12 | 12 | 11 | 11 | 12 | 14 | 14 | 14 | 12 |

#### Eindstand
| Pl. | Club               | Gesp. | W  | G  | V  | GV | GT | Ptn. | Kwalificatie of degradatie      |
| --- | ------------------ | ----- | -- | -- | -- | -- | -- | ---- | ------------------------------- |
| 1   | RSC Anderlecht     | 30    | 17 | 7  | 5  | 67 | 30 | 61   | Play-off I                      |
| 2   | Club Brugge        | 30    | 18 | 5  | 7  | 56 | 24 | 59   | Play-off I                      |
| 3   | SV Zulte Waregem   | 30    | 15 | 9  | 6  | 49 | 38 | 54   | Play-off I                      |
| 4   | AA Gent            | 30    | 14 | 8  | 8  | 45 | 29 | 50   | Play-off I                      |
| 5   | KV Oostende        | 30    | 14 | 8  | 8  | 52 | 37 | 50   | Play-off I                      |
| 6   | Sporting Charleroi | 30    | 13 | 10 | 7  | 34 | 29 | 49   | Play-off I                      |
| 7   | KV Mechelen        | 30    | 14 | 6  | 10 | 41 | 36 | 48   | Play-off II                     |
| 8   | KRC Genk           | 30    | 14 | 6  | 10 | 40 | 35 | 48   | Play-off II                     |
| 9   | Standard Luik      | 30    | 10 | 12 | 8  | 47 | 38 | 39   | Play-off II                     |
| 10  | KV Kortrijk        | 30    | 8  | 7  | 15 | 38 | 55 | 31   | Play-off II                     |
| 11  | KSC Lokeren        | 30    | 7  | 10 | 13 | 24 | 34 | 31   | Play-off II                     |
| 12  | Sint-Truiden       | 30    | 8  | 6  | 16 | 35 | 48 | 30   | Play-off II                     |
| 13  | KAS Eupen          | 30    | 8  | 6  | 16 | 35 | 48 | 30   | Play-off II                     |
| 14  | Waasland-Beveren   | 30    | 7  | 9  | 14 | 28 | 43 | 30   | Play-off II                     |
| 15  | RE Moeskroen       | 30    | 7  | 3  | 20 | 29 | 53 | 24   | Play-off II                     |
| 16  | KVC Westerlo       | 30    | 5  | 8  | 17 | 33 | 65 | 23   | Degradatie naar Eerste Klasse B |

### Play-off II

#### Wedstrijden
| | |       | | |
| Zaterdag 1 april 2017, 20:00 uur                                                                             | Sint-Truiden | 3 - 0 | Waasland-Beveren | |
| Stayen, Sint-Truiden Toeschouwers: 3.340 Scheidsrechter: Sébastien Delferière Speeldag 1 Play-off II         | Stef Peeters 55' Roman Bezoes 71' Stef Peeters 81' Pieter Gerkens (pen.) 85'                                                               |       | 84' László Köteles | Opstelling Sint-Truiden: Sebastien Bruzzese, Sascha Kotysch, Rúben Fernandes, Damien Dussaut, Brandon Mechele, Boli Bolingoli, Steven De Petter, Roman Bezoes, Stef Peeters, Pieter Gerkens, Cristian Ceballos Wissels Sint-Truiden: 54' Iebe Swers Cristian Ceballos 80' Roman Bezoes Kurt Abrahams 85' Stef Peeters Alexis De Sart          |
| | |       | | |
| Zaterdag 8 april 2017, 20:30 uur                                                                             | Standard Luik | 2 - 2 | Sint-Truiden | |
| Stade Maurice Dufrasne, Luik Toeschouwers: 9.179 Scheidsrechter: Christof Dierick Speeldag 2 Play-off II     | Ishak Belfodil 37' Collins Fai 49' Alexander Scholz 59' Răzvan Marin 70' Darwin Andrade 82'                                                |       | 35' Brandon Mechele 45' Stef Peeters 85' Boli Bolingoli 90+4' Pieter Gerkens                                                       | Opstelling Sint-Truiden: Sebastien Bruzzese, Rúben Fernandes, Damien Dussaut, Djené Dakonam, Brandon Mechele, Boli Bolingoli, Steven De Petter, Roman Bezoes, Stef Peeters, Pieter Gerkens, Cristian Ceballos Wissels Sint-Truiden: 66' Cristian Ceballos Kurt Abrahams 76' Roman Bezoes Nick Proschwitz 85' Djené Dakonam Alexis De Sart     |
| | |       | | |
| Zaterdag 15 april 2017, 20:30 uur                                                                            | Sint-Truiden | 2 - 1 | SK Lierse | |
| Stayen, Sint-Truiden Toeschouwers: 3.500 Scheidsrechter: Jonathan Lardot Speeldag 3 Play-off II              | Pieter Gerkens 74' Pieter Gerkens 82' |       | 15' Anas Tahiri 89' Frédéric Frans                                                                                                 | Opstelling Sint-Truiden: Sebastien Bruzzese, Rúben Fernandes, Mamadou Bagayoko, Djené Dakonam, Brandon Mechele, Steven De Petter, Roman Bezoes, Stef Peeters, Cristián Cuevas, Pieter Gerkens, Kurt Abrahams Wissels Sint-Truiden: 39' Cristián Cuevas Cristian Ceballos 46' Roman Bezoes Wolke Janssens 58' Kurt Abrahams Igor Vetokele      |
| | |       | | |
| Zaterdag 22 april 2017, 20:00 uur                                                                            | Sint-Truiden | 0 - 1 | RU Sint-Gillis | |
| Stayen, Sint-Truiden Toeschouwers: 8.200 Scheidsrechter: Bart Vertenten Speeldag 4 Play-off II               | |       | 61' Nicolas Rajsel 64' Mohammed Aoulad 71' Pietro Perdichizzi 90+4' Grégoire Neels                                                 | Opstelling Sint-Truiden: Sebastien Bruzzese, Rúben Fernandes, Mamadou Bagayoko, Djené Dakonam, Brandon Mechele, Boli Bolingoli, Steven De Petter, Stef Peeters, Pieter Gerkens, Igor Vetokele, Wolke Janssens Wissels Sint-Truiden: 62' Wolke Janssens Kurt Abrahams 70' Mamadou Bagayoko Cristian Ceballos 82' Igor Vetokele Nick Proschwitz |
| | |       | | |
| Woensdag 26 april 2017, 20:30 uur                                                                            | KV Mechelen | 1 - 0 | Sint-Truiden | |
| Achter de Kazerne, Mechelen Toeschouwers: 9.941 Scheidsrechter: Nicolas Laforge Speeldag 5 Play-off II       | Nils Schouterden 42' Nicolas Verdier 57'                                                                                                   |       | 44' Alexis De Sart 48' Djené Dakonam                                                                                               | Opstelling Sint-Truiden: Sebastien Bruzzese, Rúben Fernandes, Mamadou Bagayoko, Djené Dakonam, Brandon Mechele, Boli Bolingoli, Steven De Petter, Pieter Gerkens, Alexis De Sart, Igor Vetokele, Wolke Janssens Wissels Sint-Truiden: 71' Alexis De Sart Kurt Abrahams 71' Mamadou Bagayoko Iebe Swers 78' Wolke Janssens Cristian Ceballos   |
| | |       | | |
| Zaterdag 29 april 2017, 20:00 uur                                                                            | Waasland-Beveren | 0 - 1 | Sint-Truiden | |
| Freethielstadion, Beveren Toeschouwers: 1.800 Scheidsrechter: Wesley Alen Speeldag 6 Play-off II             | Laurent Jans 32' Ibrahima Seck 48' Maximiliano Caufriez 86'                                                                                |       | 43' Djené Dakonam 64' Pieter Gerkens 90+2' Iebe Swers                                                                              | Opstelling Sint-Truiden: Lucas Pirard, Sascha Kotysch, Mamadou Bagayoko, Djené Dakonam, Brandon Mechele, Boli Bolingoli, Steven De Petter, Pieter Gerkens, Alexis De Sart, Cristian Ceballos, Wolke Janssens Wissels Sint-Truiden: 61' Wolke Janssens Igor Vetokele 65' Alexis De Sart Stef Peeters 75' Cristian Ceballos Iebe Swers          |
| | |       | | |
| Zaterdag 6 mei 2017, 20:30 uur                                                                               | Sint-Truiden | 1 - 0 | Standard Luik | |
| Stayen, Sint-Truiden Toeschouwers: 5.000 Scheidsrechter: Wim Smet Speeldag 7 Play-off II                     | Pieter Gerkens 76' |       | 30' Jérôme Deom 45' Dieumerci Ndongala 90+2' Jonathan Bolingi                                                                      | Opstelling Sint-Truiden: Lucas Pirard, Sascha Kotysch, Mamadou Bagayoko, Djené Dakonam, Brandon Mechele, Boli Bolingoli, Steven De Petter, Pieter Gerkens, Alexis De Sart, Igor Vetokele, Cristian Ceballos Wissels Sint-Truiden: 66' Cristian Ceballos Stef Peeters 79' Mamadou Bagayoko Damien Dussaut 85' Igor Vetokele Wolke Janssens     |
| | |       | | |
| Zaterdag 13 mei 2017, 20:00 uur                                                                              | RU Sint-Gillis | 1 - 4 | Sint-Truiden | |
| Koning Boudewijnstadion, Brussel Toeschouwers: 2.200 Scheidsrechter: Jan Boterberg Speeldag 8 Play-off II    | Pietro Perdichizzi 24' Pietro Perdichizzi 52' Gertjan Martens 58' Pierre-Baptiste Baherlé 76'                                              |       | 25' (pen.) Igor Vetokele 44' Igor Vetokele 56' Cristian Ceballos 73' Cristian Ceballos 82' Damien Dussaut                          | Opstelling Sint-Truiden: Lucas Pirard, Sascha Kotysch, Damien Dussaut, Djené Dakonam, Brandon Mechele, Boli Bolingoli, Steven De Petter, Stef Peeters, Alexis De Sart, Igor Vetokele, Cristian Ceballos Wissels Sint-Truiden: 46' Djené Dakonam Rúben Fernandes 68' Stef Peeters Pieter Gerkens 76' Igor Vetokele Wolke Janssens              |
| | |       | | |
| Dinsdag 16 mei 2017, 20:30 uur                                                                               | SK Lierse | 1 - 3 | Sint-Truiden | |
| Herman Vanderpoortenstadion, Lier Toeschouwers: 1.843 Scheidsrechter: Erik Lambrechts Speeldag 9 Play-off II | Manuel Hedilazio Benson 33' Boubacar Diarra 57' Boubacar Diarra 89'                                                                        |       | 47' Pieter Gerkens 62' Steven De Petter 69' (pen.) Igor Vetokele 78' Brandon Mechele 82' Cristian Ceballos 90+2' Cristian Ceballos | Opstelling Sint-Truiden: Lucas Pirard, Sascha Kotysch, Rúben Fernandes, Damien Dussaut, Brandon Mechele, Steven De Petter, Cristián Cuevas, Pieter Gerkens, Igor Vetokele, Cristian Ceballos, Iebe Swers Wissels Sint-Truiden: 46' Cristián Cuevas Stef Peeters 46' Boli Bolingoli Iebe Swers 78' Igor Vetokele Wolke Janssens                |
| | |       | | |
| Vrijdag 19 mei 2017, 20:30 uur                                                                               | Sint-Truiden | 7 - 0 | KV Mechelen | |
| Stayen, Sint-Truiden Toeschouwers: 5.000 Scheidsrechter: Jonathan Lardot Speeldag 10 Play-off II             | Igor Vetokele 6' Rúben Fernandes 13' Pieter Gerkens 18' Cristian Ceballos (pen.) 59' Kurt Abrahams 70' Kurt Abrahams 75' Kurt Abrahams 88' |       | 56' Željko Filipović 57' Jeff Callebaut 64' Christian Osaguona 64' Christian Osaguona                                              | Opstelling Sint-Truiden: Lucas Pirard, Sascha Kotysch, Rúben Fernandes, Mamadou Bagayoko, Brandon Mechele, Boli Bolingoli, Stef Peeters, Pieter Gerkens, Alexis De Sart, Igor Vetokele, Cristian Ceballos Wissels Sint-Truiden: 61' Pieter Gerkens Kurt Abrahams 69' Mamadou Bagayoko Damien Dussaut 76' Boli Bolingoli Stef Peeters          |

#### Resultaten per speeldag
| Speeldag  | 1 | 2 | 3 | 4 | 5 | 6  | 7  | 8  | 9  | 10 |
| --------- | - | - | - | - | - | -- | -- | -- | -- | -- |
| Resultaat | w | g | w | v | v | w  | w  | w  | w  | w  |
| Punten    | 3 | 4 | 7 | 7 | 7 | 10 | 13 | 16 | 19 | 22 |
| Positie   | 2 | 2 | 2 | 3 | 3 | 3  | 1  | 1  | 1  | 1  |

#### Eindstand
| Pl. | Club             | Gesp. | W | G | V | GV | GT | Ptn. | Kwalificatie of degradatie |
| --- | ---------------- | ----- | - | - | - | -- | -- | ---- | -------------------------- |
| 1   | Sint-Truiden     | 10    | 7 | 1 | 2 | 23 | 7  | 22   | Finale play-off II         |
| 2   | KV Mechelen      | 10    | 5 | 1 | 4 | 7  | 16 | 16   |                            |
| 3   | Waasland-Beveren | 10    | 5 | 0 | 5 | 17 | 19 | 15   |                            |
| 4   | Standard Luik    | 10    | 4 | 4 | 2 | 14 | 11 | 14   |                            |
| 5   | RU Sint-Gillis   | 10    | 3 | 1 | 6 | 15 | 19 | 10   |                            |
| 6   | SK Lierse        | 10    | 3 | 1 | 6 | 12 | 16 | 10   |                            |

#### Finale
|                                                                                             |                                                            |       |                                          | |
| Zaterdag 27 mei 2017, 20:30 uur                                                             | KRC Genk                                                   | 3 - 0 | Sint-Truiden                             | |
| Luminus Arena, Genk Toeschouwers: 17.860 Scheidsrechter: Nicolas Laforge Finale Play-off II | Thomas Buffel 32' Jean-Paul Boëtius 43' Mbwana Samatta 55' |       | 47' Brandon Mechele 74' Mamadou Bagayoko | Opstelling Sint-Truiden: Lucas Pirard, Sascha Kotysch, Rúben Fernandes, Damien Dussaut, Brandon Mechele, Boli Bolingoli, Steven De Petter, Stef Peeters, Pieter Gerkens, Igor Vetokele, Cristian Ceballos Wissels Sint-Truiden: 63' Stef Peeters Alexis De Sart 71' Damien Dussaut Mamadou Bagayoko 78' Cristian Ceballos Kurt Abrahams |

## Beker van België
| | |                            | | |
| Woensdag 21 september 2016, 20:30 uur                                                                                   | KRC Harelbeke | 1 - 6                      | Sint-Truiden | |
| Forestiersstadion, Harelbeke Toeschouwers: 1.800 Scheidsrechter: Bart Vertenten 1/16de finales Beker van België 2016-17 | Dylan Descheemaecker 69' |                            | 7' Nick Proschwitz 8' Roman Bezoes 10' Cristian Ceballos 18' Cristian Ceballos 24' Fabien Tchenkoua 80' Yohan Boli | Opstelling Sint-Truiden: Lucas Pirard, Damien Dussaut, Jorge Pulido, Sascha Kotysch, Salimo Sylla, Pierrick Valdivia, Steven De Petter, Roman Bezoes, Fabien Tchenkoua, Nick Proschwitz, Cristian Ceballos Wissels Sint-Truiden: 60' Cristian Ceballos Iebe Swers 65' Roman Bezoes Yohan Boli 73' Fabien Tchenkoua Jonathan Bamba  |
| | |                            | | |
| Dinsdag 29 november 2016, 20:45 uur                                                                                     | Sint-Truiden | 2 - 2 strafschoppen: 4 - 3 | KV Mechelen | |
| Stayen, Sint-Truiden Toeschouwers: 1.500 Scheidsrechter: Frederik Geldhof 1/8ste finales Beker van België 2016-17       | Djené Dakonam 25' Sascha Kotysch 62' Damien Dussaut 77' Yohan Boli 81' Djené Dakonam 85' Wolke Janssens 107' Yohan Boli 110' |                            | 26' Uroš Vitas 65' Ahmed El Messaoudi 72' Aleksandar Bjelica 90' Željko Filipović 113' Edin Cocalić                | Opstelling Sint-Truiden: William Dutoit, Sascha Kotysch, Rúben Fernandes, Damien Dussaut, Djené Dakonam, Steven De Petter, Stef Peeters, Fabien Tchenkoua, Nick Proschwitz, Yuji Ono, Jonathan Bamba Wissels Sint-Truiden: 58' Fabien Tchenkoua Yohan Boli 81' Jonathan Bamba Wolke Janssens 90+1' Nick Proschwitz Cristián Cuevas |
| | |                            | | |
| Woensdag 14 december 2016, 20:00 uur                                                                                    | SV Zulte Waregem | 2 - 0                      | Sint-Truiden | |
| Regenboogstadion, Waregem Toeschouwers: 2.791 Scheidsrechter: Alexandre Boucaut Kwartfinales Beker van België 2016-17   | Mbaye Leye 22' Kingsley Madu 90'                                                                                             |                            | | Opstelling Sint-Truiden: Lucas Pirard, Sascha Kotysch, Rúben Fernandes, Jorge Pulido, Damien Dussaut, Pierrick Valdivia, Stef Peeters, Pieter Gerkens, Nick Proschwitz, Yohan Boli, Cristian Ceballos Wissels Sint-Truiden: 58' Damien Dussaut Iebe Swers 81' Yohan Boli Jonathan Bamba 90+1' Pierrick Valdivia Roman Bezoes       |